# Лиственная (Приморский край)
Ли́ственная — село в Ольгинском районе Приморского края России. Входит в состав Милоградовского сельского поселения.
Село Лиственная, как и весь Ольгинский район, приравнено к районам Крайнего Севера.

## География
Село расположено на правом берегу реки Милоградовка (до устья 12 км) и на левом берегу реки Лиственная.
Село стоит на автодороге, отходящей от трассы Р447, до райцентра посёлка Ольга около 120 км, до села Милоградово около 6 км.

## Население
| 2002 | 2008 | 2010 |
| ---- | ---- | ---- |
| 130  | ↘127 | ↘117 |

## Улицы
В селе имеются две улицы: Таёжная и Центральная.

## Экономика
Основа экономики — лесозаготовки и сельское хозяйство. Активно развита охота и рыбалка, сбор дикоросов и даров тайги.

## Связь
Оператор сотовой связи — Билайн и МегаФон. Из-за особенностей рельефа устойчивая связь возможна только на небольшом удалении от села.

## Транспорт
Внутрирайонное автобусное сообщение с посёлком Ольга.